# فرزونارا
فرزونارا (به ایتالیایی: Fresonara) یک کومونه در ایتالیا است که در استان آلساندریا واقع شده‌است.

## خصوصیات
فرزونارا ۶٫۹ کیلومترمربع مساحت و ۷۰۳ نفر جمعیت دارد و ۱۴۳ متر بالاتر از سطح دریا واقع شده‌است.